# Phaeochrous emarginatus
Phaeochrous emarginatus là một loài bọ cánh cứng trong họ Hybosoridae. Loài này được Laporte miêu tả khoa học năm 1840.